# Amsterdamsche Football Club Ajax 1990-1991
Questa voce raccoglie le informazioni riguardanti l'Amsterdamsche Football Club Ajax nelle competizioni ufficiali della stagione 1990-1991.

## Stagione
In questa stagione viene confermato in panchina Leo Beenhakker, mentre viene promosso in prima squadra Edwin van der Sar.
L'Ajax è campione in carica in Eredivisie, ma a causa della squalifica dalle competizioni europee inflittagli nella scorsa stagione non può partecipare alla Coppa dei Campioni. L'annata si chiude con un secondo posto in campionato, ancora una volta dietro al PSV, però Dennis Bergkamp è capocannoniere insieme a Romário. Vengono inoltre raggiunti i quarti nella KNVB beker, ma a passare è il Roda JC.

## Organigramma societario
Fonte
Area direttiva
- Presidente:  Michael van Praag.

Area tecnica
- Allenatore:  Leo Beenhakker
- Allenatore in seconda: Bobby Harms,   Louis van Gaal.

## Rosa
Fonte
| N. |                        | Ruolo | Calciatore        |
| -- | ---------------------- | ----- | ----------------- |
|    | Paesi Bassi (bandiera) | P     | Stanley Menzo     |
| 1  | Paesi Bassi (bandiera) | P     | Edwin van der Sar |
| 3  | Paesi Bassi (bandiera) | D     | Danny Blind       |
| 6  | Paesi Bassi (bandiera) | D     | Frank de Boer     |
|    | Paesi Bassi (bandiera) | D     | Michel Kreek      |
|    | Paesi Bassi (bandiera) | D     | Michael Reiziger  |
|    | Paesi Bassi (bandiera) | D     | Sonny Silooy      |
|    | Paesi Bassi (bandiera) | D     | Guus Uhlenbeek    |
|    | Paesi Bassi (bandiera) | C     | Ronald de Boer    |
|    | Paesi Bassi (bandiera) | C     | Wim Jonk          |

| N. |                        | Ruolo | Calciatore        |
| -- | ---------------------- | ----- | ----------------- |
|    | Paesi Bassi (bandiera) | C     | Marciano Vink     |
|    | Paesi Bassi (bandiera) | C     | Aron Winter       |
|    | Paesi Bassi (bandiera) | C     | Richard Witschge  |
|    | Paesi Bassi (bandiera) | C     | Jan Wouters       |
| 10 | Paesi Bassi (bandiera) | A     | Dennis Bergkamp   |
|    | Svezia (bandiera)      | A     | Stefan Pettersson |
|    | Paesi Bassi (bandiera) | A     | Bryan Roy         |
|    | Paesi Bassi (bandiera) | A     | John van 't Schip |
|    | Paesi Bassi (bandiera) | A     | Ron Willems       |

## Statistiche

### Statistiche di squadra
| Competizione | Punti | Totale | Totale | Totale | Totale | Totale | Totale |
| Competizione | Punti | G      | V      | N      | P      | Gf     | Gs     |
| ------------ | ----- | ------ | ------ | ------ | ------ | ------ | ------ |
| Eredivisie   | 53    | 34     | 22     | 9      | 3      | 75     | 21     |
| KNVB beker   | -     | 3      | 2      | 0      | 1      | 8      | 2      |
| Totale       |       | 37     | 24     | 9      | 4      | 83     | 23     |

### Statistiche individuali
- Capocannoniere dell'Eredivisie
  - Dennis Bergkamp (25 gol)
- Calciatore olandese dell'anno
  - Jan Wouters
- Talento dell'anno
  - Dennis Bergkamp
- Portiere dell'anno
  - Stanley Menzo